# 七王国

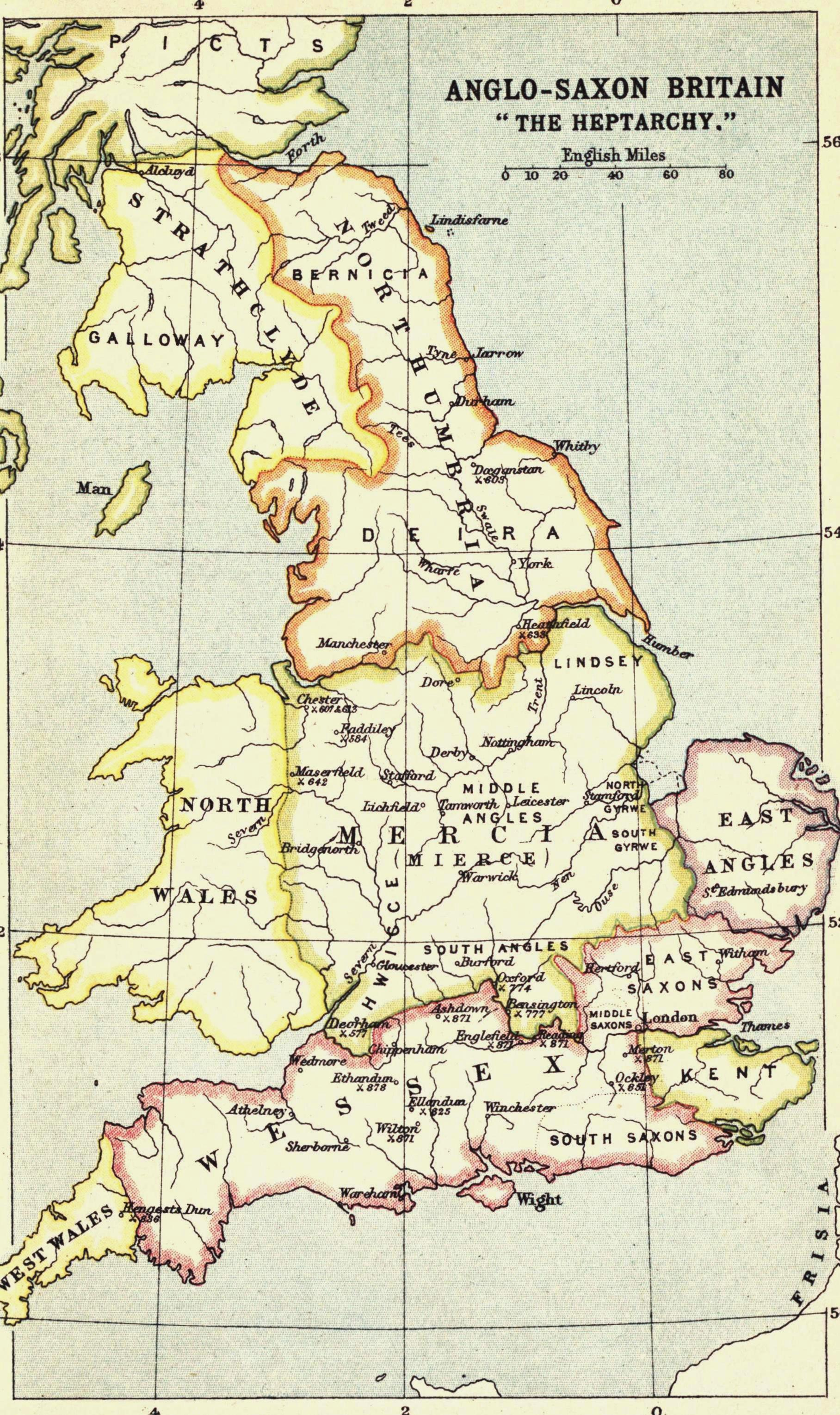
バーソロミューの「ヨーロッパの文学および歴史的地図」による七王国（1914）

アングロ・サクソン七王国（しちおうこく、英語: Heptarchy、ヘプターキー）とは、中世初期にグレートブリテン島に侵入したアングロ・サクソン人が同島南部から中部にかけての地域に建国した7つの王国のこと。この時代をまた「七王国時代」とも呼ぶ。「ヘプターキー」という言葉は古代ギリシア語の数詞で「7」を指す「ヘプタ（ἑπτά）」と「国」の「アーキー（ἀρχή）」を足した造語である。最初にこの語を記したのは12世紀の史家ヘンリー・オブ・ハンティングドンであり、16世紀には用語として定着した。
これらの王国が覇を競った時代は、ホノリウス帝がブリタンニアを放棄してから（409年、End of Roman rule in Britain）、ウェセックスのエグバート王がカレドニアを除くブリテン島を統一するまで（825年、エランダンの戦い）であると考えられている。実際にアングロ・サクソン人が建国した王国は7つのみではなく、多数の群小のアングロ・サクソン人および先住のブリトン人の小国家群とともに林立したが、次第にその中で有力な国家が周囲の小国を併呑して覇権を広げていった。7つという王国の数は、これらの覇権を広げた有力な国を、後世7つの大国に代表させたものである。この王国群の中から後のイングランドが形成され、その領土は「アングル人の土地」という意味で「イングランド」と呼ばれることとなる。

## 七王国

主なアングロサクソン王国

上記の7つの大国として、以下の7つの国が挙げられる。
1. ノーサンブリア王国: イングランド北東部を支配したアングル人の王国。
2. マーシア王国: イングランド中央部を支配した。7世紀ごろ勢力を誇ったアングル人の王国。
3. イースト・アングリア王国: イングランド南東部イースト・アングリア地方、現在のノーフォーク、サフォーク周辺を支配したアングル人の王国。
4. エセックス王国: イングランド南東部を支配したサクソン人の王国、現在のエセックス、ハートフォードシャー、ミドルセックス周辺を支配した。
5. ウェセックス王国: イングランド南西部を支配したサクソン人の王国、最終的にドーセット、ハンプシャー周辺を中心に王国として形成されたが、前期の支配区域は最も北部であった。
6. ケント王国: イングランド南東部、現在のケント周辺に形成されたジュート人の王国。最も早い時期にローマ系キリスト教を受け入れた地域である。
7. サセックス王国: イングランド南部を支配したサクソン人の王国、現在のサリー、イースト・サセックス、ウェスト・サセックス周辺を支配した。

### 七王国以外の小国群
上記の7つの大国以外にも以下のような小国が多数存在した。
- ドゥムノニア (Dumnonia): イングランド南西部、現在のデヴォン、コーンウォールを支配していた。アングロサクソン人と戦っていたブリトン人王国。
- ウィッチェ (Hwicce[1]): マーシアの隣にある小国。マーシアの影響を強く受けていた属国と考えられ、王族はアングル人だった。
- リンジー(Linsey): マーシアの隣、リンカンシャー地方の小国。7世紀にノーサンブリア王国に征服された。アングル人の王国と推測される。
- ミドル・アングルス (Middle Angles): マーシアの衛星国でありマーシア勢力下におけるキリスト教の中心地。マーシアのアングル王ペンダが息子ペーダを王として封じたことに始まり、のちにマーシアに併合された。
- マゴンサエテ (Magonsæte): マーシアの衛星国であった。
- ペクサエテ (Pecsæte): マーシアの衛星国であった。
- ウレオチェンサエテ（英語版） (Wreocensæte): The Wrekin砦で知られる。
- ヘースティンガス（英語版） (Haestingas): マーシアの隣にある小国。
- デイアラ王国（英語版） (Deira): ノーサンブリア内の国。7世紀にノーサンブリアの支配を巡りバーニシアと争う。
- バーニシア王国 (Bernicia): ノーサンブリア内の国。7世紀にノーサンブリアの支配を巡りデイアラと争う。
- レッジド王国（英語版） (Rheged): ノーサンブリアの隣にある小国。
- ゴドズィン王国(Gododdin): 現在のスターリング周辺からノーサンバーランドまでの、現在のロージアンにあたる地域の小国。
- ポーウィス王国 (Powys)
- グウィネズ王国（英語版） (Gwynedd)

## 歴史
アングロサクソン人の登場は5世紀くらいだと伝えられているが、実際のところは分かってはいない。伝承では南サクソンのエール、西サクソンのチェルディッチ、キュンリッチ父子、または史書『ブリトン人の歴史』に登場するヴォーティガンの宿敵ジュート人（ケント王国）の長ヘンギストなどが挙げられるが、どれも伝説的な人物像であり、ブリテン島に上陸した年月も考古学から出た年代の整合性が合わないでいる。しかしそれぞれが5世紀中頃から覇権を争ったものとは考えられている。彼等サクソン人は西進を続けるものの、ブリトン人の反撃を受け「バドン山の戦い」と呼ばれる激戦で大敗北、数世代に渡って膠着状態となった。この戦いはどこでなされたかは分かってはいないが、劣勢のブリトン人を指導したと伝えられる者がアーサー王のモデルとなったと考えられている。とくにサクソン人は壊滅的な打撃を受け、再び進攻が始まったのは西サクソンのチェウリンが王になった頃からだと言われている。
王国が形成されつつある当初はアングル人の建てたノーサンブリアとマーシアが隆盛を誇り、ノーサンブリア王のエドウィン（デイアラ王）、オスワルド、オスウィ、そしてマーシア王ペンダなど非常に強力な王が存在した。彼らはしばしばブレトワルダと呼ばれ、イングランドの覇を競ったと伝えられるが、この覇王の称号が実際使われたものなのか、それとも後世の年代記者の創作の賜物かは分かってはいない。またこの時代ローマ系キリスト教が再上陸し、ケント王エゼルベルトを最初にイングランド各地に広まった。同時にウェールズ、コーンウォールのブリトン人が保持してきたケルト系キリスト教は劣勢となった。
ウェセックスが台頭し始めたのはキャドワラ王となってからである。数世代前に父祖の地をマーシアに獲られたウェセックスは東に進撃、サセックス、ケントを侵略した。同時にこの時代から大陸よりノルマン人の一派であるデーン人がブリテン島に定住し始め、東沿岸部のノーサンブリア、イースト・アングリアはこの侵略の前に守勢になる。その中でウェセックスはデーン人に対抗するアングロサクソン人の求心力を得て、825年のエランダンの戦いでエグバートの率いるウェセックスがマーシアに勝利してイングランドを統一した。
同じころ、デーン人の侵入が活発化しており、イングランドを侵略、ノーサンブリア、イースト・アングリアが滅亡する中でウェセックスは唯一生き残ったアングロサクソン王国となる。878年5月、劣勢の中でアルフレッド大王がエサンドゥーンの戦い（古英語: Battle of Ethandun、現在のウィルトシャー州エディントン付近）でデーン人に勝利、同年末にウェドモーアの和議が締結されデーン人の支配地域をデーンロウとして認め一種の均衡状態による和平を築いた。そしてこの時代、彼の元で古英語文献の集大成が行われ、ウェセックス王国はアングロサクソン文化の伝統を築き上げる。このことがデーン人の侵略という困難の中でかえってアングロサクソン人の求心力を呼び、後に全てのアングロサクソン諸国を統一し、スコットランド王国の恭順を受けたウェセックスは後のイングランド王国の母体となった。その後デーン人、ノルマン人とイングランドの支配階級が変わることになっていくが、デーン人は支配階級として政治に参加する者はアングロサクソンの出自であっても「デーン人」と呼ぶのを慣わしとしており、また後世11世紀に数多くのノルマンディー公国出身のノルマン人貴族が支配者として入ってきた際にイングランドにある数多くの階級制度に驚いていることから、七王国時代の社会制度はこの時まで温存されていたものと思われる。

## 七王国の社会制度
5世紀になって帝政ローマの影響力がなくなるとアングロサクソン人がブリテン島にやってきたが、彼らは後に記されるような単独の王を持つ王国というよりは部族の連合体に近い形で、ウェセックス、ノーサンブリア、イースト・アングリアを形成してきたものと思われる。またアングロサクソン年代記に記される歴代ウェセックス王の系譜の中に統治時代が重なる複数の王が存在していることから、七王国時代の、少なくとも初期においては必ずしも王権は1人の王のもとで集約されているものではなく、複数の王たちが共有していたものだと思われている。
この時代、アングロサクソン部族の構成員は「メイズ (maegth・mœgth)」と呼ばれる7 - 9親等の父系制部族に属して暮らしていた。メイズの首長たちは各村落の家族に「ハイド (hide)」と呼ばれる分配地を与えていた。そして部族が戦争、開拓で新たな土地を得られたときにはメイズ単位で移動し、また別部族との抗争もメイズ単位での行動となった。各部族の構成員は自由人であれば基本的に平等で、このメイズによって保護された。もし抗争で犠牲者が出た場合、相手に復讐するか相手側から「人命金 (wergeld)」でもって購われた。しかしこの人命金は上位の自由人（貴族）、自由人、奴隷との間で差異があった。
しかし貧富の差が時代を下るうちに広がり、各構成員が首長のもとで平等であったメイズの体制がほころびを見せ始め、代わりに貴族が自由人の保護の保障をする保証人制度と呼ばれる制度が確立していった。しかしこの制度は同時に自由人はメイズの保護下から特定貴族の支配に受けることを意味しており、上位の階層の庇護を必要とする下層自由民は次第にその地位を隷属民のそれへと降格、後の農奴身分の形成へとつながった。これは一種の封建制であり、後のデーン人の支配ではさらにこの傾向を強めていく。

## 宗教
帝政ローマ支配下の属州ブリタンニアではキリスト教の布教がローマ人の入植とともに広まっていたが、5世紀にブリタンニアが放棄されると廃れてしまっていた。七王国時代の初期の王は古代ゲルマンの多神教信仰であったが、アイルランドからキリスト教が伝播してくる。このキリスト教は大陸のカトリックの発達とは関係なく独自に発達したケルト系キリスト教であり、イングランドへは6世紀聖コルンバとその弟子たちにより最北部にあるノーサンブリアから広まった。
これに対してカトリック側が再び上陸する。教皇グレゴリウス1世は聖アウグスティヌスをブリテン島に遣わし、エゼルベルトの統治するケント王国へ伝道、エゼルベルトの改宗に成功する。そして聖パウリヌスがノーサンブリアへ伝道、エドウィンを改宗させることに成功した。その後異教徒であったマーシア王ペンダの隆盛で速度が停滞するものの、オスワルド王の治世にリンデスファーン修道院が建設、その影響力は隣国マーシア、イースト・アングリアまで及んだ。この影響力にもかかわらず、ケルト系キリスト教はウィットビー教会会議を期に減退していった。

## 関連文献
- 『イングランド王国前史 アングロサクソン七王国物語 』吉川弘文館 歴史文化ライブラリー 2010 ISBN　9784642057080